# Valérie Maltais
Valérie Maltais (Saguenay, 4 luglio 1990) è una pattinatrice di short track e pattinatrice di velocità su ghiaccio canadese, vincitrice della medaglia d'argento nella staffetta di short track alle Olimpiadi di Soči 2014.

## Palmarès

### Short track

#### Olimpiadi
- 1 medaglia:
  - 1 argento (staffetta 3000 m a Soči 2014)

#### Mondiali
- 12 medaglie:
  - 1 oro (3000 m a Shanghai 2012)
  - 5 argenti (staffetta 3000 m a Sofia 2010; classifica generale a Shanghai 2012; staffetta 3000 m a Debrecen 2013; staffetta 3000 m a Montréal 2014; staffetta 3000 m a Seul 2016)
  - 6 bronzi (staffetta 3000 m a Sheffield 2011; 1000 m a Shanghai 2012; classifica generale, 1000 m, 3000 m a Montréal 2014; staffetta 3000 m a Montréal 2018)

#### Mondiali a squadre
- 1 medaglia:
  - 1 argento (Bormio 2010)

### Pattinaggio di velocità

#### Mondiali distanza singola
- 4 medaglie:
  - 1 oro (inseguimento a squadre a Heerenveen 2023)
  - 2 argenti (inseguimento a squadre a Heerenveen 2021; sprint a squadre a Calgary 2024)
  - 1 bronzo (inseguimento a squadre a Salt Lake City 2020)